# Araniella opisthographa
Araniella opisthographa - gatunek pająka z rodzaju Araniella, należący do rodziny krzyżakowatych. Gatunek pospolity w Europie Środkowej.

## Charakterystyka
Samice osiągają długość 4.5-8.5 mm, samce są mniejsze 3.5-4.5 mm.